# Riku Sanjo
Riku Sanjo (三条 陸?, Sanjō Riku; Prefettura di Ōita, 3 ottobre 1964) è un fumettista e sceneggiatore giapponese autore di numerose sceneggiature di anime, manga e film live-action. È con Koji Inada autore di Dragon Quest: The Adventure of Dai e Beet - Vandel Buster.

## Opere

### Manga
- Dragon Quest: The Adventure of Dai (1989-1996)
- Ultraman Super Fighter Legend (1993-1997)
- Beet - Vandal Buster (2002-in corso)
- Fuuto PI (2017)

### Serie anime
- M.D. Geist (1986)
- Cybernetics Guardian (1989)
- The Guyver: Bio-Booster Armor (1989-1990)
- Gaiking - Legend of Daiku-Maryu (2005)
- Digimon Fusion Battles (2010-2012)

### Live action
- Cutie Honey (2007-2008)
- Kamen Rider W (2009-2010)
- Kamen Rider × Kamen Rider W & Decade: Movie War 2010 (2010)
- Kamen Rider Fourze (2011-2012)
- Zyuden Sentai Kyoryuger (2012-2013)
- Zyuden Sentai Kyoryuger the Movie: Gaburincho of Music (2013)
- Zyuden Sentai Kyoryuger vs. Go-Busters: The Great Dinosaur Battle! Farewell Our Eternal Friends (2014)
- Kamen Rider × Kamen Rider Drive & Gaim: Movie War Full Throttle (2014)
- Satria Garuda BIMA-X (2014-2015)
- Kamen Rider Drive (2014-2015)
- Kamen Rider Drive: Surprise Future (2015)
- Kamen Rider Zero-One (2019-2020)
- Mashin Sentai Kiramager (2020)